# Распопов, Николай Васильевич
Николай Васильевич Распопов (26 декабря 1932; Усалка, СССР, РСФСР — 28 августа 2023; Тюмень, Россия) — советский и российский скульптор, почётный работник культуры и искусства Тюменской области, Почётный гражданин Тюмени и лауреат областной премии им. В. И. Муравленко. Заслуженный художник Российской Федерации.

## Биография
Родился 26 декабря 1932 года в деревне Усалка Ярковского района Тюменской области.
Окончил Тобольский рыбопромышленный техникум. Спустя время молодой человек впервые получил профессиональные навыки у П. Н. Лазутятского в городе Тобольск. В 1965 году стал Членом Союза художников СССР. Работал в станковой, монументальной, декоративной скульптуре, а также в формах мелкой пластики.
В 1954—1978 годы работал в Тобольских художественно-производственных мастерских Тюменского отделения художественного фонда РСФСР.
В 1956—1957 году Распопов преподавал в художественной студии при Доме пионеров в Тобольске, а также принимал участие в оформлении Тобольского драматического театра.
За свою жизнь стал автором многих скульптур, которые по сей день пользуются именитостью в различных городах, в народе.
Скончался 28 августа 2023 года в Тюмени.

## Работы

### Наиболее значимые композиции
- Памятник «Прощание», посвященный ушедшим на войну десятиклассникам школ Тюмени[10][11]
- Памятник первому сибирскому архитектору, художнику, картографу С. У. Ремезову[12].
- Памятник тобольскому поэту-сказочнику П. П. Ершову[12].
- Памятник Ермаку[12].
- Памятник композитору А. А. Алябьеву[7].
- Въездной знак по Ялуторовскому тракту «Тюмень летящая»[12].
- Памятник первопроходцам Уренгоя «Земля Тюменская»[13]
- Рельефный фриз «Река времени» для фасада «Запсибкомбанка»[7].
- Барельефы прославленным сибирякам: великому ученому Д. Менделееву и народному артисту СССР Ю. Гуляеву[14], украсившие фасады зданий города Тюмени[12].
- скульптурный бюст Б. Е. Щербины[15].
- Памятник Д. И. Менделееву в Верхних Аремзянах[16].
- Памятник геологу Фарману Салманову в Салехарде[12].
- Архитектурно-скульптурный комплекс «Четыре столетия Тобольска»[17].

Имеется много других работ автора.

## Звания и награды
- Заслуженный художник Российской Федерации (23.12.2001 г. № 1473)[3].
- Почётный работник культуры и искусства Тюменской области.
- Почётный гражданин города Тюмени.
- Лауреат областной премии им. В. И. Муравленко.
- Премия общественного признания в номинации «Явление года» за создание памятника «Жизнь за правду»[18].

## Издательства
- Николай Распопов. Скульптура. Живопись. Графика. — Тюмень: Изд-во «Искусство», 2008. — 96 с., 175 ил.
- Panorama. — 1969. — 252 с.
- T. P. Vakarina, N. L. Antufʹeva. 50 лет Тюменской области: рекомендательный указатель литературы. — Тюменская обл. науч. библиотека, 1993. — 64 с. — ISBN 978-5-7073-0002-8.
- Александр Мищенко. Саваоф. Книга 2. — Litres, 2022-05-15. — 538 с. — ISBN 978-5-04-023144-7.

### Интервью
- РАСПОПОВ НИКОЛАЙ: ТОЧКИ В СКУЛЬПТУРЕ СОЕДИНЯЕТ ЛЮБОВЬ

### Биография
- Николай Васильевич Распопов на сайте органов государственной власти Тюменской области
- Николай Васильевич Распопов на сайте rodinatyumen.ru
- Николай Васильевич Распопов на краеведческом сайте Тюмени
- Почетные граждане. ТЮМЕНСКАЯ ОБЛАСТНАЯ НАУЧНАЯ БИБЛИОТЕКА ИМЕНИ ДМИТРИЯ ИВАНОВИЧА МЕНДЕЛЕЕВА